# パブリックスクール
パブリックスクール (public school) 
- 英国のイングランドおよびウェールズにおける私立に属する中等教育学校で「特権学校」である[1]。インデペンデント・スクール（独立学校）の一種とされる。本項で解説。
- アメリカの公立学校。アメリカでは、私立学校はプライベート・スクール（私立学校）またはインデペンデント・スクール（独立学校）という。

パブリックスクール （public school）は、13歳から18歳までの子弟を教育するイギリスの私立学校の中でも上位一割を構成する格式や伝統あるエリート校である非営利の独立学校の名称。以前はその大部分が寄宿制の男子校であったが、現在は多くが男女共学に移行している。日本では古くは共立学校（きょうりゅうがっこう、きょうりつ - ）や義塾（ぎじゅく）などとも訳された。
イギリスの最高峰の大学群に当たるラッセル・グループ、特にその頂点にあるオックスブリッジなどへの進学を前提とする。学費が非常に高く、入学基準が厳格なため、奨学金で入学を許された少数の学生以外は裕福な階層の子供達が寮での集団生活を送っている。近年は海外の富裕層の子供達がイギリスでの大学教育を見越して入学することが多くなっている。

## 経緯

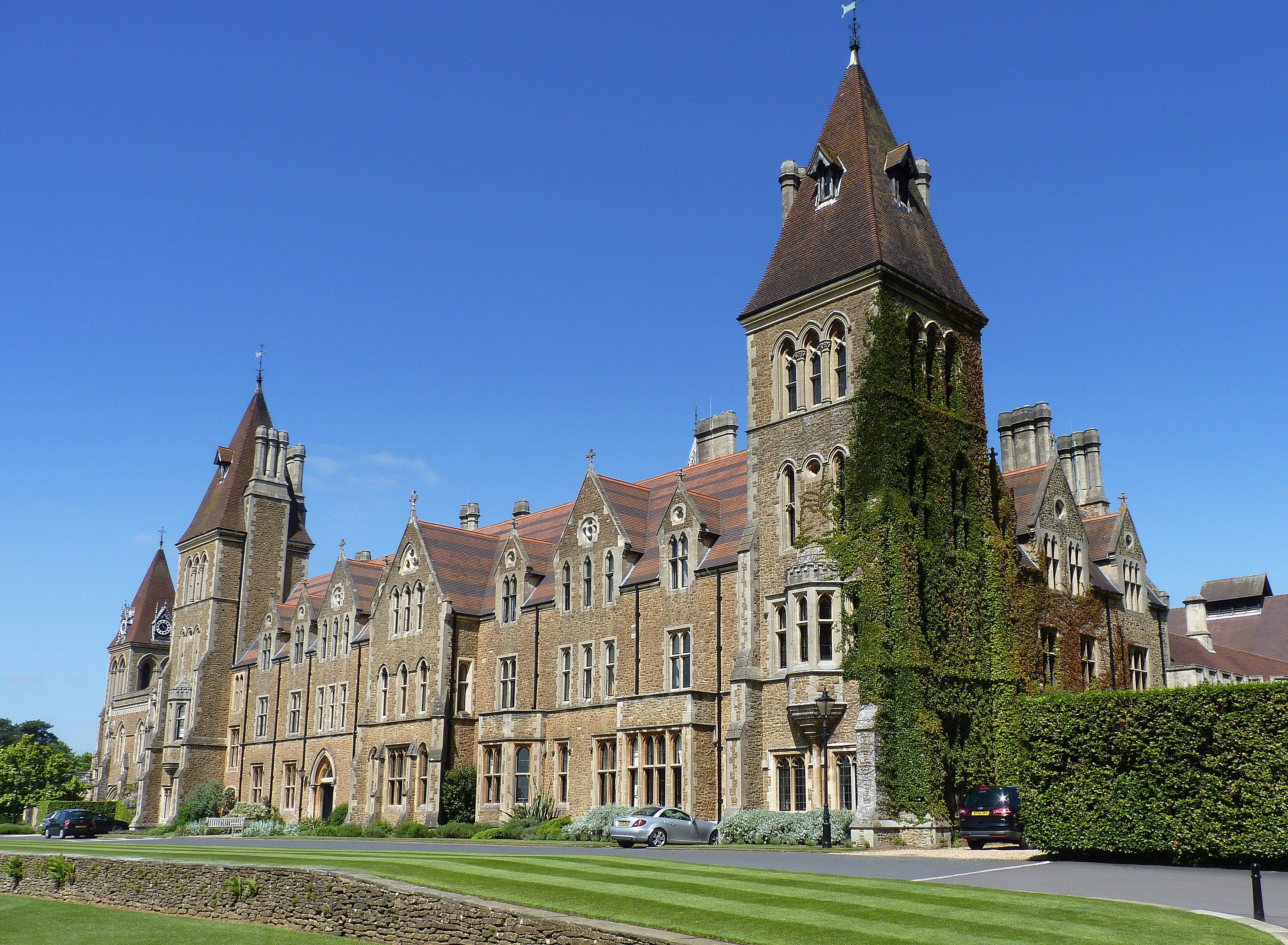
チャーターハウス・スクール

中世において学校とは地元の教会かギルドに付属しており、その目的は僧侶（見習い）および職人育成が目的とされており、入学資格も出身地、親の職業や宗派や身分などにより制限されていた。一方で貴族の階層の子弟の教育は在宅での個人教授を主としていた。しかし近世になるとともに、貴族の身分に属さない富裕階層であるジェントルマンが勃興するなかで、親の出生や身分に関係ない学校が必要となる。このような背景の中で、一般に開かれた寄宿生の王立学校であるウェストミンスター・スクール、ウィンチェスター・カレッジ、イートン・カレッジ、ハーロー校、ラグビースクール、マーチャント・テイラーズ・スクール、セント・ポールズ・スクール、シュルーズベリー校、チャーターハウス・スクールなどがパブリックスクールと呼称されるようになる。これらの学校が非常に優秀な教育機関であり、その活動には公共的意義があることも広く社会に認識された。

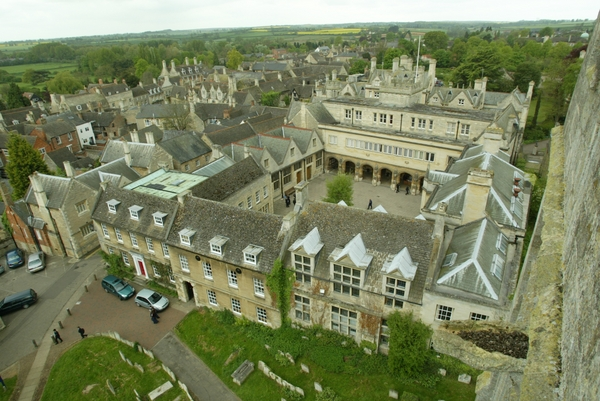
アウンドルスクール

この時期の改革で活躍したのは、道徳的人格形成に主眼を置いたラグビー校校長トーマス・アーノルド、科学技術校（アウンドル校）長F・W・サンダーソンや、教育環境と教育構造面などを改革したアッピンガム校長エドワード・スリングであった。現在ではスコットランドやアイルランドも含めた200余りの学校がパブリックスクールの団体である校長会議に属する。
イギリスで一般に私立学校は国営でないという意味で「インデペンデント・スクール（独立校）」と呼ばれる。また中等教育と高等教育を専門とするパブリックスクールに対して、12歳以下の初等教育を専門とする私立学校はパブリックスクールに入学の準備をする学校という意味で「プレパラトリー・スクール（略称プレップ・スクール、予備学校）」と呼ばれる。
近年では、膨大な学費を課し、普通の大学よりも優れた施設を有し、一部の金持ちの子弟の教育施設に過ぎない学校を非営利団体として非課税対象に含めることに対する批判の声が高まっており、これを受けてイギリス政府は、優秀でも経済的に恵まれない子供を奨学金などで入学させないと「非営利」団体の認可、ひいては非課税の権利を剥奪するとして圧力をかけている。

## 変遷

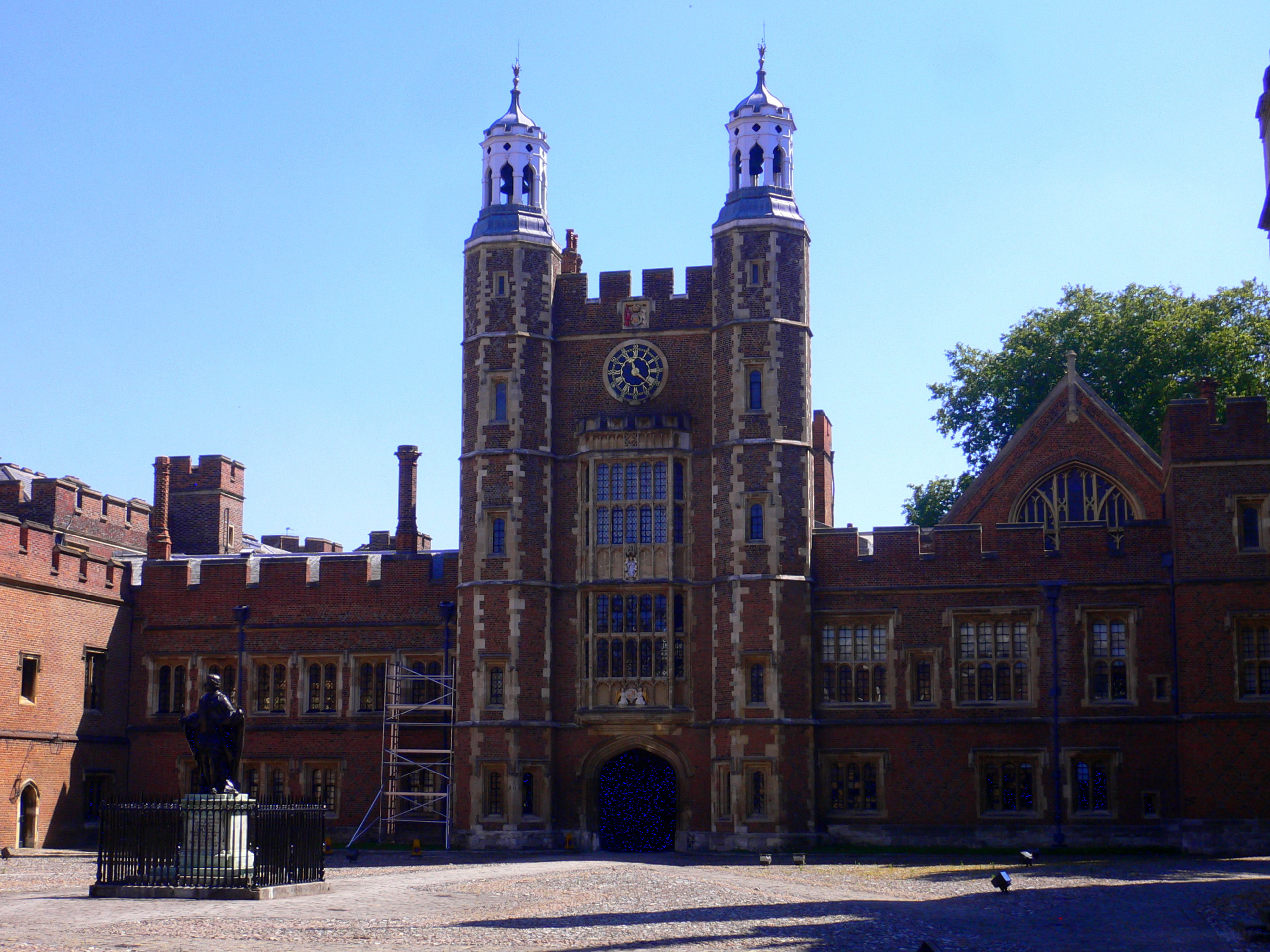
イートン校

ウェストミンスター・スクール、ウィンチェスター・カレッジ、イートン・カレッジ、ハーロー校、ラグビースクール、マーチャント・テイラーズ・スクール、セント・ポールズ・スクール、シュルーズベリー校、チャーターハウス・スクールの9校が「ザ・ナイン」と呼ばれる代表的な名門校である。
更に新世代のパブリック・スクールとしてはゴードンストウン、アトランティック校などが挙げられる。元々は全寮制の男子単学であったが、ゴードンストウンなど新しい世代のプログレッシブ（progressive、前衛）と呼ばれる学校群が男女共学に踏み切ったため、徐々に女子も入学出来るようになってきた。現在ではウェストミンスターやラグビーなど、歴史的名門校でも男女学化している。
それぞれ英語表記は「スクール（School）」若しくは「カレッジ（College）」であるが、イートン校をEton College）、ハーロー校をHarrow School）、ラグビー校をRugby School）のように一般に「校」と訳している。「ザ・ナイン」のうち最も歴史の長い学校は、1387年に司教ウィカムが創立したウィンチェスター校（イングランド、ハンプシャー州ウィンチェスター）である。最古のパブリックスクールは西暦597年、聖アウグスティヌスにより創設されたとされるキングス・スクール（イングランド、ケント州、カンタベリー）であり、現存する世界最古の学校と評される。
1969年にロンドンのペンギンブックスから発行されたロバート・シキデルスキー（Robert Skidelsky）著 "English Progressive Schools" (ISBN 978-0140210965) が、これらの学校に新しい光を当てた書籍として知られる。